# 小行星45
小行星45號（45 Eugenia），又譯作尤金尼亞、香女星，直徑214.6千米，由H. Goldschmidt在1857年6月27日於巴黎發現。它亦是第二顆被發現擁有衛星的小行星。

## 命名
在19世紀初，新發現的小行星一般以女神的名字來命名，但此小行星卻以拿破崙三世的妻子歐仁妮皇后來命名，首開純粹以人名來命名的小行星的風氣。（有說小行星12凱神星(Victoria)是以希臘神話中的勝利女神來命名之餘，語帶相關地來歌頌維多利亞女王。）“香女星”一名出自清代伟烈亚力、李善兰合译的约翰·赫歇尔《谈天》附录。大英百科全書繁體中文版则将該名詞譯为歐仁妮。

## 特徵
歐仁妮的體積頗大，是顆F型小行星，表面反照率相當低，與煤灰相若，相信成分中豐含碳。此外其密度非常低，只比水大20%，暗示它並非整塊岩石，而是由引力聚集在一起的碎石堆。
在1998年，天文學家利用夏威夷的CFHT望遠鏡觀察歐仁妮，發現了它的衛星，這是首次利用望遠鏡直接拍攝得到小行星衛星的影像，在1970年代後期，曾有業餘天文愛好者聲稱從小行星掩星觀測中發現懷疑是小行星衛星導致的恆星減光現象，但由於當時的望遠鏡技術未能直接拍攝小行星衛星，因此這些意見並未得到專業天文學家的重現。
這顆衛星被稱為小王子（Petit-Prince）以紀念歐仁妮王后替拿破崙三世所生的唯一兒子拿破崙·歐仁·路易·波拿巴。其直徑約13千米，軌道半徑1184千米，以4.766天圍繞歐仁妮一周。